# María de Saboya
Princesa María de Saboya (Maria di Savoia) (Roma, 26 de diciembre de 1914 - Mandelieu-la-Napoule, 7 de diciembre de 2001) fue la hija menor del rey Víctor Manuel III de Italia y de su esposa, la princesa Elena de Montenegro. Fue la hermana menor del rey Humberto II de Italia, así como de las princesas Yolanda, condesa de Bergolo, Mafalda, landgravina de Hesse-Kassel y Juana, Zarina de Bulgaria.

## Biografía
Fue la última hija de los reyes Víctor Manuel y Elena de Italia.
Muy a menudo, María acompañaba a la familia real en ceremonias y eventos; la propaganda de la época la retrató dedicada a la caridad y el amor a la patria y varios dibujos la representan siguiendo a su padre en los campos de batalla, decidida a consolar a la joven generación. Siempre fue muy querida, tanto es así que todavía existe en Roma una escuela que lleva su nombre.

## Matrimonio y descendencia
El 23 de enero de 1939, María se casó con el príncipe Luis de Borbón-Parma (1899-1967), hijo menor de Roberto I, duque de Parma y de su esposa, la infanta María Antonia de Portugal. Su marido fue un hermano de Zita, emperatriz consorte de Austria y Félix, príncipe consorte de Luxemburgo. Tuvieron cuatro hijos, todos ellos nacidos en Cannes, Francia.
Fueron sus hijos:
- Guido Sixto Roberto Luis Víctor de Borbón, príncipe de Parma (7 de agosto de 1940 - 10 de marzo de 1991), se casó con Brigitte Peu-Duvallon y tuvieron un hijo, el príncipe Luis;

- Remigio Francisco de Borbón, príncipe de Parma (14 de julio de 1942 -), se casó con Laurence Dufresne d'Arganchy y tuvieron descendencia, el príncipe Tristán y la princesa Aude;

- María Chantal de Borbón, princesa de Parma (24 de noviembre de 1946 -), se casó con Panagiotis Skinas y tuvieron descendencia (Helene Skinas y Alexandre Skinas, ambos nacidos en Londres); se casó en segundo lugar con François-Henri Georges;

- Juan Bernardo Remigio de Borbón, príncipe de Parma (15 de octubre de 1961 -), se casó con Virginia Roatta y tuvieron descendencia, los príncipes Armoud y Cristóbal.

María y su marido recibieron el Mas Saint-Rémy de Víctor Manuel III como regalo de bodas y se instalaron allí. Este dominio se encuentra en la ciudad de Mandelieu-la-Napoule, el cual forma parte del distrito de Grasse y, por lo tanto, no pertenece al antiguo condado de Niza sobre el que gobernó la Casa de Saboya hasta 1860.
En cualquier caso, el nacimiento, después del armisticio franco-italiano de 1940, de dos nietos de Víctor Manuel III (en 1940 y 1942) y en un territorio sobre el que la Italia fascista estaba demasiado inclinada a emitir reclamos, solo podía notarse.

## Vida posterior y muerte
Durante la Segunda Guerra Mundial fue internada con su marido y dos de sus hijos en un campo de concentración, donde fueron liberados en 1945 por los angloamericanos, regresando a Italia. Tras el referéndum que condujo al fin de la monarquía, se trasladaron a Mandelieu-la-Napoule. Tras la muerte de su marido, ella vivió discretamente y no apareció en público, excepto en el funeral de su hermano Humberto en 1983. En 1991 sufrió otra terrible pérdida, la de su primogénito Guido. Aunque en sus últimos años sus nietos intentaron convencerla de escribir sus memorias de su vida durante la guerra, siempre se negó ya que fue una experiencia dolorosa y traumática para ella.
Murió en Mandelieu-la-Napoule, Francia, en 2001. Fue la última en fallecer de todos sus hermanos.

## Títulos y tratamientos
Esta tabla aún no está actualizada. Puedes contribuir aportando información sobre títulos y tratamientos de esta persona.

## Distinciones honoríficas
- Dama gran cruz de la Orden de los Santos Mauricio y Lázaro (Reino de Italia).[2]
- Dama de la Orden de la Cruz Estrellada (Imperio Austrohúngaro).[2]
- Dama gran cruz de honor y devoción de la Orden de Malta.[2]

## Ancestros
|  |                                                                |  |  |  |  |  |  |  |  |  |  |  |  |  |  |  |
|  | 16. Rey Carlos Alberto de Cerdeña                              |  |  |  |  |  |  |  |  |  |  |  |  |  |  |  |
|  |                                                                |  |  |  |  |  |  |  |  |  |  |  |  |  |  |  |
|  |                                                                |  |  |  |  |  |  |  |  |  |  |  |  |  |  |  |
|  | 8. Rey Víctor Manuel II de Italia                              |  |  |  |  |  |  |  |  |  |  |  |  |  |  |  |
|  |                                                                |  |  |  |  |  |  |  |  |  |  |  |  |  |  |  |
|  |                                                                |  |  |  |  |  |  |  |  |  |  |  |  |  |  |  |
|  | 17. Princesa María Teresa de Toscana                           |  |  |  |  |  |  |  |  |  |  |  |  |  |  |  |
|  |                                                                |  |  |  |  |  |  |  |  |  |  |  |  |  |  |  |
|  |                                                                |  |  |  |  |  |  |  |  |  |  |  |  |  |  |  |
|  | 4. Rey Humberto I de Italia                                    |  |  |  |  |  |  |  |  |  |  |  |  |  |  |  |
|  |                                                                |  |  |  |  |  |  |  |  |  |  |  |  |  |  |  |
|  |                                                                |  |  |  |  |  |  |  |  |  |  |  |  |  |  |  |
|  | 18. Archiduque Raniero José de Austria                         |  |  |  |  |  |  |  |  |  |  |  |  |  |  |  |
|  |                                                                |  |  |  |  |  |  |  |  |  |  |  |  |  |  |  |
|  |                                                                |  |  |  |  |  |  |  |  |  |  |  |  |  |  |  |
|  | 9. Archiduquesa María Adelaida de Austria                      |  |  |  |  |  |  |  |  |  |  |  |  |  |  |  |
|  |                                                                |  |  |  |  |  |  |  |  |  |  |  |  |  |  |  |
|  |                                                                |  |  |  |  |  |  |  |  |  |  |  |  |  |  |  |
|  | 19. Princesa María Isabel de Saboya-Carignano                  |  |  |  |  |  |  |  |  |  |  |  |  |  |  |  |
|  |                                                                |  |  |  |  |  |  |  |  |  |  |  |  |  |  |  |
|  |                                                                |  |  |  |  |  |  |  |  |  |  |  |  |  |  |  |
|  | 2. Rey Víctor Manuel III de Italia                             |  |  |  |  |  |  |  |  |  |  |  |  |  |  |  |
|  |                                                                |  |  |  |  |  |  |  |  |  |  |  |  |  |  |  |
|  |                                                                |  |  |  |  |  |  |  |  |  |  |  |  |  |  |  |
|  | 20. Rey Carlos Alberto de Cerdeña (= 16)                       |  |  |  |  |  |  |  |  |  |  |  |  |  |  |  |
|  |                                                                |  |  |  |  |  |  |  |  |  |  |  |  |  |  |  |
|  |                                                                |  |  |  |  |  |  |  |  |  |  |  |  |  |  |  |
|  | 10. Príncipe Fernando, I Duque de Génova                       |  |  |  |  |  |  |  |  |  |  |  |  |  |  |  |
|  |                                                                |  |  |  |  |  |  |  |  |  |  |  |  |  |  |  |
|  |                                                                |  |  |  |  |  |  |  |  |  |  |  |  |  |  |  |
|  | 21. Princesa María Teresa de Toscana (= 17)                    |  |  |  |  |  |  |  |  |  |  |  |  |  |  |  |
|  |                                                                |  |  |  |  |  |  |  |  |  |  |  |  |  |  |  |
|  |                                                                |  |  |  |  |  |  |  |  |  |  |  |  |  |  |  |
|  | 5. Princesa Margarita Teresa de Saboya                         |  |  |  |  |  |  |  |  |  |  |  |  |  |  |  |
|  |                                                                |  |  |  |  |  |  |  |  |  |  |  |  |  |  |  |
|  |                                                                |  |  |  |  |  |  |  |  |  |  |  |  |  |  |  |
|  | 22. Rey Juan I de Sajonia                                      |  |  |  |  |  |  |  |  |  |  |  |  |  |  |  |
|  |                                                                |  |  |  |  |  |  |  |  |  |  |  |  |  |  |  |
|  |                                                                |  |  |  |  |  |  |  |  |  |  |  |  |  |  |  |
|  | 11. Princesa María Isabel de Sajonia                           |  |  |  |  |  |  |  |  |  |  |  |  |  |  |  |
|  |                                                                |  |  |  |  |  |  |  |  |  |  |  |  |  |  |  |
|  |                                                                |  |  |  |  |  |  |  |  |  |  |  |  |  |  |  |
|  | 23. Princesa Amalia Augusta de Baviera                         |  |  |  |  |  |  |  |  |  |  |  |  |  |  |  |
|  |                                                                |  |  |  |  |  |  |  |  |  |  |  |  |  |  |  |
|  |                                                                |  |  |  |  |  |  |  |  |  |  |  |  |  |  |  |
|  | 1. Princesa María de Saboya, Princesa consorte de Borbón-Parma |  |  |  |  |  |  |  |  |  |  |  |  |  |  |  |
|  |                                                                |  |  |  |  |  |  |  |  |  |  |  |  |  |  |  |
|  |                                                                |  |  |  |  |  |  |  |  |  |  |  |  |  |  |  |
|  | 24. Sava Petrović-Njegoš                                       |  |  |  |  |  |  |  |  |  |  |  |  |  |  |  |
|  |                                                                |  |  |  |  |  |  |  |  |  |  |  |  |  |  |  |
|  |                                                                |  |  |  |  |  |  |  |  |  |  |  |  |  |  |  |
|  | 12. Mirko Petrović-Njegoš, Gran Duque de Grahovo               |  |  |  |  |  |  |  |  |  |  |  |  |  |  |  |
|  |                                                                |  |  |  |  |  |  |  |  |  |  |  |  |  |  |  |
|  |                                                                |  |  |  |  |  |  |  |  |  |  |  |  |  |  |  |
|  | 25. Angelika Radamović                                         |  |  |  |  |  |  |  |  |  |  |  |  |  |  |  |
|  |                                                                |  |  |  |  |  |  |  |  |  |  |  |  |  |  |  |
|  |                                                                |  |  |  |  |  |  |  |  |  |  |  |  |  |  |  |
|  | 6. Rey Nicolás I de Montenegro                                 |  |  |  |  |  |  |  |  |  |  |  |  |  |  |  |
|  |                                                                |  |  |  |  |  |  |  |  |  |  |  |  |  |  |  |
|  |                                                                |  |  |  |  |  |  |  |  |  |  |  |  |  |  |  |
|  | 26. Drago Martinović                                           |  |  |  |  |  |  |  |  |  |  |  |  |  |  |  |
|  |                                                                |  |  |  |  |  |  |  |  |  |  |  |  |  |  |  |
|  |                                                                |  |  |  |  |  |  |  |  |  |  |  |  |  |  |  |
|  | 13. Anastasija Martinović                                      |  |  |  |  |  |  |  |  |  |  |  |  |  |  |  |
|  |                                                                |  |  |  |  |  |  |  |  |  |  |  |  |  |  |  |
|  |                                                                |  |  |  |  |  |  |  |  |  |  |  |  |  |  |  |
|  | 27. Stana Martinović                                           |  |  |  |  |  |  |  |  |  |  |  |  |  |  |  |
|  |                                                                |  |  |  |  |  |  |  |  |  |  |  |  |  |  |  |
|  |                                                                |  |  |  |  |  |  |  |  |  |  |  |  |  |  |  |
|  | 3. Princesa Elena de Montenegro                                |  |  |  |  |  |  |  |  |  |  |  |  |  |  |  |
|  |                                                                |  |  |  |  |  |  |  |  |  |  |  |  |  |  |  |
|  |                                                                |  |  |  |  |  |  |  |  |  |  |  |  |  |  |  |
|  | 28. Petar Perkov Vukotić                                       |  |  |  |  |  |  |  |  |  |  |  |  |  |  |  |
|  |                                                                |  |  |  |  |  |  |  |  |  |  |  |  |  |  |  |
|  |                                                                |  |  |  |  |  |  |  |  |  |  |  |  |  |  |  |
|  | 14. Petar Vukotić                                              |  |  |  |  |  |  |  |  |  |  |  |  |  |  |  |
|  |                                                                |  |  |  |  |  |  |  |  |  |  |  |  |  |  |  |
|  |                                                                |  |  |  |  |  |  |  |  |  |  |  |  |  |  |  |
|  | 29. Stana Milić                                                |  |  |  |  |  |  |  |  |  |  |  |  |  |  |  |
|  |                                                                |  |  |  |  |  |  |  |  |  |  |  |  |  |  |  |
|  |                                                                |  |  |  |  |  |  |  |  |  |  |  |  |  |  |  |
|  | 7. Milena Vukotić                                              |  |  |  |  |  |  |  |  |  |  |  |  |  |  |  |
|  |                                                                |  |  |  |  |  |  |  |  |  |  |  |  |  |  |  |
|  |                                                                |  |  |  |  |  |  |  |  |  |  |  |  |  |  |  |
|  | 30. Tadija Voivodić                                            |  |  |  |  |  |  |  |  |  |  |  |  |  |  |  |
|  |                                                                |  |  |  |  |  |  |  |  |  |  |  |  |  |  |  |
|  |                                                                |  |  |  |  |  |  |  |  |  |  |  |  |  |  |  |
|  | 15. Jelena Voivodić                                            |  |  |  |  |  |  |  |  |  |  |  |  |  |  |  |
|  |                                                                |  |  |  |  |  |  |  |  |  |  |  |  |  |  |  |
|  |                                                                |  |  |  |  |  |  |  |  |  |  |  |  |  |  |  |
|  | 31. Milica Pavićević                                           |  |  |  |  |  |  |  |  |  |  |  |  |  |  |  |
|  |                                                                |  |  |  |  |  |  |  |  |  |  |  |  |  |  |  |
|  |                                                                |  |  |  |  |  |  |  |  |  |  |  |  |  |  |  |